# Mário Gibson Barbosa
Mário Gibson Alves Barbosa ComC • GCC • GCSE • GCIH (Olinda, 13 de março de 1918 — Rio de Janeiro, 26 de novembro de 2007) foi um diplomata brasileiro.

## Biografia
Primogênito de Oscar Bartholomeu Alves Barbosa e de Evangelina Xavier Gibson (esta de ascendência inglesa), bacharelou-se em Ciências Jurídicas e Sociais pela Faculdade de Direito do Recife, em 1937.
Em 1939 prestou concurso para o Ministério das Relações Exteriores, ingressando na carreira diplomática. Foi vice-cônsul do Brasil em Houston, Texas e terceiro-secretário da Embaixada brasileira em Washington (Estados Unidos janeiro de 1969-30 de outubro de 1969); primeiro-secretário da representação brasileira em Bruxelas (Bélgica); ministro-conselheiro em Buenos Aires (Argentina) e junto à Organização das Nações Unidas (ONU); chefe-de-Gabinete do ministro das Relações Exteriores, Afonso Arinos de Melo Franco (sobrinho). Foi, ainda, embaixador do Brasil em Viena (Áustria), em Assunção (Paraguai) e em Washington, e secretário-geral de Política Exterior do Itamaraty. Pela sua gentileza, bons modos e imponência, que faziam lembrar um diplomata do Antigo Regime, era conhecido no Itamaraty como o Marquês de Olinda, em alusão a cidade onde nasceu.

## Ministério
No Governo Emílio Médici, foi ministro das Relações Exteriores, sendo, até então, junto de João Augusto de Araújo Castro e Vasco Leitão da Cunha os únicos diplomatas de carreira que tinham chefiado o Itamaraty. Na sua gestão, autodenominada "Diplomacia do interesse nacional" e conhecida também como "Brasil Potência", baseava-se num conceito de desenvolvimento que conjugava bilateralismo com multilateralismo terceiro-mundista, rejeitando, contudo, tanto os alinhamentos automáticos quanto o multilateralismo reivindicatório, ao estilo do movimento dos países não-alinhados dos anos 1960.
Mais ousada e repleta de consequências foi a aproximação com os países árabes, devido ao aumento gradativo do petróleo desde 1971, o que aumentava seu poder de compra e obrigava o Brasil a garantir o abastecimento, buscando simultaneamente compensações ao encarecimento das crescentes importações de combustível (que desequilibrava a balança comercial). A Guerra do Yom Kippur em outubro de 1973, e o subsequente aumento violento e embargo parcial de petróleo, aprofundaram qualitativamente o problema no governo seguinte."
No plano militar, manteve-se contrário à adesão ao tratado de não-proliferação de nuclear, incentivando a qualificação tecnológica e construção de uma indústria armamentista nacional.
Na sua gestão foi transferida para a sede do Itamaraty para Brasília, o Palácio dos Arcos; no governo Médici começou a se definir o que seria denominado mais tarde como “a política africana do Brasil”, com a pioneira viagem de Gibson Barboza a nove países da África Ocidental – Costa do Marfim, Gana, Togo, Daomé (atual Benim), Zaire (atual República Democrática do Congo), Camarões, Nigéria, Senegal e Gabão – em novembro de 1972. Chegou a assinar uma declaração com o governo do Senegal condenando o colonialismo, mas manteve a postura de silêncio em relação a Portugal e suas colônias, as chamadas “províncias ultramarinas” – Guiné-Bissau, Angola e Moçambique.
A 6 de Maio de 1955 foi feito Comendador da Ordem Militar de Cristo, a 14 de Fevereiro de 1970 foi elevado a Grã-Cruz da mesma Ordem, a 10 de Agosto de 1970 foi agraciado com a Grã-Cruz da Ordem do Infante D. Henrique e a 20 de Julho de 1972 foi agraciado com a Grã-Cruz da Ordem Militar de Sant'Iago da Espada de Portugal.
Com o término do mandato presidencial de Médici, em março de 1974, Gibson Barbosa deixou o ministério, sendo substituído por Antônio Francisco Azeredo da Silveira. Em seguida, atuou como embaixador na Grécia, onde permaneceu até julho de 1977, quando assumiu a embaixada brasileira em Roma.

## Publicações
- Na diplomacia, o traço todo da vida (memórias, 1992)